# Avenida Northern & Calle Harbor (Metro de Boston)
Avenida Northern & Calle Harbor es una estación de tránsito rápido en la línea Plata del Metro de Boston. La estación se encuentra localizada en Avenida Northern y la Calle Harbor en Boston, Massachusetts. La estación Avenida Northern & Calle Harbor fue inaugurada el 17 de diciembre de 2004. La Autoridad de Transporte de la Bahía de Massachusetts es la encargada por el mantenimiento y administración de la estación. Esta estación forma parte de la sublínea SL2

## Descripción
La estación Avenida Northern & Calle Harbor cuenta con aceras para los pasajeros.

## Conexiones
La estación es abastecida por las siguientes conexiones: 
- Rutas de autobuses: 4